# Крістіан Палусалу
Крістіан Палусалу (ест. Kristjan Palusalu (при народженні Крістіан Троссманн); 10 березня 1908, село Варамурру, Саулепа, Пернівський повіт, Ліфляндська губернія, Російська імперія (нині в волості Аудру, Пярнумаа, Естонія) — 17 липня 1987, Таллінн, Естонська РСР, СРСР (нині в Естонії) — естонський борець греко-римського та вільного стилів, дворазовий чемпіон Олімпійських ігор, чемпіон Європи, семиразовий чемпіон Естонії з греко-римської боротьби (1932—1938), п'ятиразовий чемпіон Естонії з вільної боротьби (1931—1933, 1935, 1936). Один із трьох борців, які є олімпійськими чемпіонами як з греко-римської, так і з вільної боротьби, один із двох борців (поряд з Іваром Юганссоном), які зуміли отримати два «золота» на одній і тій же олімпіаді, і єдиний, хто зміг зуміти зробити це у важкій вазі. Визнаний найкращим спортсменом Естонії XX століття.

## Біографія
Народився в сім'ї селянина, був найстаршим із восьми дітей. До 13 років пас худобу, потім став сільськогосподарським робітником.
У юності Крістіан Палусалу займався гімнастикою, важкою атлетикою та легкою атлетикою. Боротьбою почав займатися лише у 1929 році, під час служби на флоті. Після закінчення служби у 1929 році Крістіан Палусалу переїхав до Таллінна, у 1930 році борець завоював третє місце на чемпіонаті Естонії з вільної боротьби, у 1931 році переміг на національному чемпіонаті з вільної боротьби. У 1932 році Крістіан Палусалу став чемпіоном Естонії та з греко-римської боротьби. На Олімпійські ігри 1932 року Естонія у зв'язку з фінансовими труднощами команду не відправила, таким чином Палусалу дебютував на міжнародній арені лише 1933 року, посівши 4 місце на чемпіонаті Європи з греко-римської боротьби.
У 1935 році змінив прізвище Троссман на Палусалу.
На літніх Олімпійських іграх 1936 року у Берліні боровся у категорії понад 87 кілограмів (важка вага), виступав як у греко-римській, так і у вільній боротьбі. Вибуття з турніру відбувалося в міру накопичення штрафних балів. Сутичку судили троє суддів, за чисту перемогу штрафні бали не нараховувалися, за перемогу рішенням суддів за будь-якого співвідношення голосів нараховувався 1 штрафний бал, за програш рішенням 2-1 нараховувалися 2 штрафні бали, програш рішенням 3-0 і чистий програш карався 3 штрафними.
У вільній боротьбі за титул боролися 11 осіб. Перемігши у всіх сутичках Крістіан Палусалу став олімпійським чемпіоном.
| Коло | Суперник      | Країна         | Результат | Заснування              | Час сутички |
| ---- | ------------- | -------------- | --------- | ----------------------- | ----------- |
| 1    | Йозеф Клапух  | Чехословаччина | Перемога  | Туші (0 штрафних балів) | 10:50       |
| 2    | Робер Ерлан   | Франція        | Перемога  | Туші (0 штрафних балів) | 6:45        |
| 3    | Мехмет Чобан  | Туреччина      | Перемога  | 3-0 (1 штрафний бал)    | -           |
| 4    | Віллі Бюркі   | Швейцарія      | Перемога  | Туші (0 штрафних балів) | 6:15        |
| 5    | Ялмар Нюстрем | Фінляндія      | Перемога  | 3-0 (1 штрафний бал)    | -           |

У греко-римській боротьбі за титул боролися 12 осіб. І в цьому виді програми Крістіан Палусалу переміг у всіх сутичках і став дворазовим олімпійським чемпіоном.
| Коло | Суперник          | Країна      | Результат | Заснування              | Час сутички |
| ---- | ----------------- | ----------- | --------- | ----------------------- | ----------- |
| 1    | Едуард Щелль      | Австрія     | Перемога  | Туші (0 штрафних балів) | 8:41        |
| 2    | Золтан Кондороссі | Румунія     | Перемога  | Туші (0 штрафних балів) | 10:36       |
| 3    | Юн Нюман          | Швеція      | Перемога  | 3-0 (1 штрафний бал)    | -           |
| 4    | Мехмет Чобан      | Туреччина   | Перемога  | 3-0 (1 штрафний бал)    | -           |
| 5    | Курт Хорнфішер    | Третій Рейх | Перемога  | 3-0 (1 штрафний бал)    | -           |

У 1936 році обраний спортсменом року в Естонії, уряд Естонії подарував йому хутір та 40 гектарів землі. У 1937 став чемпіоном Європи з греко-римської боротьби. У січні 1938 року був змушений залишити спорт через тяжку травму плеча.
З 1933 до 1940 рік працював наглядачем у Талліннській центральній в'язниці. Після окупації балтійських країн Радянським Союзом і початку Великої Вітчизняної війни Палусалу у 1941 році був мобілізований і відправлений до Котласа, у робочий батальйон. Звідти він дезертував, але був спійманий і 18 вересня 1941 року засуджений до страти. Покарання було замінено відправленням на Карельський перешийок до 7-ї армії. Невдовзі після прибуття на передову Крістіан Палусалу, поранений, потрапив у полон до фінів. У січні 1942 року він повернувся до Естонії.
12 січня 1945 року, після повторної окупації Балтійских країн радянськими військами, Палусалу знову заарештували. Він ледве не помер у таборі від виснаження, але його врятував доктор Мардна (за спогадами Єфросинії Антонівни Керсновської). Проти Крістіана Палусалу було висунуто звинувачення у пособництві окупантам, антирадянській агітації у газетній статті та дезертирстві, але перші два звинувачення не знайшли підтвердження, а останнє не могло бути доведено, оскільки його частину було розформовано, а дані, зокрема про складання присяги, не збереглися. 28 серпня 1946 року його звільнили. Звільненню сприяли численні клопотання, зокрема Йоханнеса Коткаса.
Після війни кілька разів брав участь у змаганнях, так у 1948 брав участь у республіканській першості товариства «Спартак», де працював надалі тренером. Одночасно працював на будівництві аж до пенсії, на яку він вийшов у 1970-х роках. З 1966 року був суддею республіканської категорії.
Помер у 1987 році. Похований на талліннському Метсакальмісту.
З 1988 року у Таллінні проводиться турнір пам'яті Крістіана Палусалу. У 1989 році ім'ям борця названо корабель, 10 березня 2009 року у Таллінні відкрито пам'ятник Крістіану Палусалу.
У 1999 році за результатами письмового й онлайн-голосування потрапив до списку 100 великих діячів Естонії XX століття.
Існує думка, що Крістіан Палусалу послужив моделлю для Бронзового солдата, за словами посла Естонії у Росії, не більше, ніж «спекуляція».

## У кінематографі
- Документальний фільм «Різні долі» (2000) із документального циклу «Атлети століття». Про Крістіана Палусала та Йоганнеса Коткаса.
- Документальний фільм «Палусалу» (2009)[10].